# Because of You
«Because of You» — баллада, исполненная американской певицей Келли Кларксон, написанная ей в соавторстве с Дэвидом Ходжесом и Беном Муди, бывшими участниками Evanescence. Песня стала четвёртым синглом со второго студийного альбома Кларксон Breakaway 2004 года. 31 января 2008 года сингл получил статус платинового в США, где было продано более 1.500.000 его копий.

## Информация о песне
Эта песня о цикличности в семьях, вы ведёте себя так же, как ваши родители вели себя по отношению к вам, а затем ваши дети ведут себя так же, как вы по отношению к ним; она о том, как разрушить этот цикл, если он плох [...] Это одна из тех песен, которые затрагивают каждого, но вы не рады этому. Она очень близка к домашнему очагу [для меня]. Я согласовала её со своей семьёй, и поскольку они думают, что это важно, потому что мы теперь совсем иные, чем были раньше. Людям важно видеть эти подлинные эмоции, которые возникают в жизни. Иногда бывает плохо, но важно знать об этом, как мне кажется.
Келли Кларксон, MTV News
Оригинальный текст (англ.)It's about the cycle of families, like you act how your parents acted towards you and then your kids act how you acted towards them, and it's all about breaking that cycle if it was a bad one [...] It's one of those songs that everybody's kind of gonna relate to, but you're not happy about that. It's very close to home [for me]. I OK'd it with my family and everything because they think it's important, because we're obviously very different now than we were when we were younger. And it's important for people to see that raw kind of emotion that happens in life. It sucks sometimes, so it's important to see that I think.
Летом 2008 года «Because of You» стала второй самой часто проигрываемой песней на телевидении, радио, в интернете и на живых выступлениях в Великобритании за последние 5 лет. В декабре 2009 года песня стала 7й самой популярной поп-песней десятилетия.
В 2007 году Келли Кларксон исполнила «Because of You» дуэтом с кантри-певицей Ребой Макинтайр. Эта версия вышла в виде отдельного сингла и была включена в альбом дуэтов Макинтайр Reba: Duets. Благодаря этому дуэту Келли Кларксон впервые попала в кантри-чарт журнала Billboard Hot Country Songs и добралась там до 2 места.

## Видеоклип
Режиссёром видеоклипа «Because of You» стал Вадим Перельман. Видео основано на реальных событиях из детства Келли Кларксон (из-за сложной тематики клипа певица попросила согласия у своих родителей на съёмки истории клипа).
Видео начинается со сцены в доме Кларксон, где она ругается со своим партнёром. Когда молодой человек собирается разбить семейную фотографию в рамке, время застывает, и певица переносится в прошлое, где видит себя в детстве. Показываются различные неприятные моменты из прошлого; родители Кларксон ругаются, ключевой сценой становится уход отца из семьи. В конце Келли Кларксон возвращается обратно в своё время, и вместо того, чтобы дальше продолжать ссору, происходит примирение.
Видеоклип получил премию MuchMusic в номинации «People’s Choice Favorite International Artist», а также премию MTV Video Music Awards в категории «Лучшее женское видео».

## Хронология релиза
| Страна         | Дата             | Лейбл       |
| -------------- | ---------------- | ----------- |
| США            | 28 августа, 2005 | RCA Records |
| Великобритания | 18 ноября, 2005  |             |
| Австралия      | 27 ноября, 2005  |             |
| Нидерланды     | 17 декабря, 2005 |             |

## Список композиций
цифровой макси-сингл (издан 1 ноября 2005)
| №  | Название                                                  | Длительность |
| -- | --------------------------------------------------------- | ------------ |
| 1. | «Because of You» (Jason Nevins Radio Mix)                 | 3:56         |
| 2. | «Because of You» (Jason Nevins Club Mix)                  | 6:21         |
| 3. | «Because of You» (Jason Nevins Club With Breakdown Intro) | 6:20         |
| 4. | «Because of You» (Jason Nevins Dub)                       | 7:50         |
| 5. | «Because of You» (Jason Nevins Club Mix Instrumental)     | 6:21         |
| 6. | «Because of You» (Radio Mix Instrumental)                 | 3:56         |
| 7. | «Because of You» (Jason Nevins Acoustic Without Strings)  | 3:49         |
| 8. | «Because of You» (Jason Nevins Acoustic)                  | 3:49         |
| 9. | «Because of You» (Jason Nevins Acapella)                  | 3:52         |

Издан 21 марта 2006
| №  | Название         | -                                         | Длительность |
| -- | ---------------- | ----------------------------------------- | ------------ |
| 1. | «Because of You» | Bermudez & Griffin Radio Mix              | 4:04         |
| 2. | «Because of You» | Bermudez & Griffin Club Mix               | 7:35         |
| 3. | «Because of You» | Bermudez & Griffin Ultimix                | 5:23         |
| 4. | «Because of You» | Bermudez & Griffin Tribe-a-Pella          | 5:24         |
| 5. | «Because of You» | Bermudez & Griffin Club Mix Instrumental  | 7:35         |
| 6. | «Because of You» | Bermudez & Griffin Ultimix Instrumental   | 5:23         |
| 7. | «Because of You» | Bermudez & Griffin Bonus Beats            | 3:36         |
| 8. | «Because of You» | Bermudez & Griffin Radio Mix Instrumental | 4:04         |

 CD макси-сингл
| №  | Название         | -                       | Длительность |
| -- | ---------------- | ----------------------- | ------------ |
| 1. | «Because of You» |                         | 3:40         |
| 2. | «Because of You» | Napster live            | 3:30         |
| 3. | «Because of You» | Jason Nevins Radio edit | 3:57         |
| 4. | «Because of You» | видео                   | 3:30         |

 CD макси-сингл
| №  | Название            | -                       | Длительность |
| -- | ------------------- | ----------------------- | ------------ |
| 1. | «Because of You»    |                         | 3:40         |
| 2. | «Since U Been Gone» | Napster live            | 3:21         |
| 3. | «Because of You»    | Jason Nevins Radio edit | 3:57         |
| 4. | «Because of You»    | видео                   | 3:30         |

 CD сингл
| №  | Название         | -            | Длительность |
| -- | ---------------- | ------------ | ------------ |
| 1. | «Because of You» |              | 3:40         |
| 2. | «Because of You» | Napster live | 3:30         |

## Позиции в чартах
«Because of You» вошла в топ 10 чарта Billboard Hot 100; наивысшим достижением композиции стало 7 место.
| Чарт (2005)                                 | Лучший результат |
| ------------------------------------------- | ---------------- |
| Австралия (ARIA)                            | 4                |
| Австрия (Ö3 Austria Top 40)                 | 3                |
| Бельгия/Фландрия (Ultratop 50)              | 5                |
| Бельгия/Валлония (Ultratop 50)              | 16               |
| Канада (Billboard Canadian Hot 100)         | 2                |
| Чехия (Rádio — Top 100)                     | 13               |
| Дания (Tracklisten Airplay)                 | 1                |
| Европа (Billboard European Hot 100 Singles) | 1                |
| Франция (SNEP)                              | 13               |
| Германия (GfK)                              | 4                |
| Венгрия (Rádiós Top 40)                     | 2                |
| Ирландия (IRMA)                             | 5                |
| Нидерланды (Single Top 100)                 | 1                |
| Новая Зеландия (Recorded Music NZ)          | 19               |
| Норвегия (VG-lista)                         | 5                |
| Словакия (Rádio — Top 100)                  | 75               |
| Швеция (Sverigetopplistan)                  | 30               |
| Швейцария (Schweizer Hitparade)             | 1                |
| Великобритания (OCC UK Singles)             | 9                |
| США (Billboard Hot 100)                     | 7                |
| США (Billboard Pop Airplay)                 | 1                |
| США (Billboard Dance Club Songs)            | 24               |

Годовой чарт
| Чарт (2006)          | Позиция |
| -------------------- | ------- |
| German Singles Chart | 19      |

Статус и продажи
| Страна           | Статус     | Продажи   |
| ---------------- | ---------- | --------- |
| США — RIAA       | Платиновый | 1.465.000 |
| Австралия — ARIA | Золотой    | 35.000    |
| Бразилия — ABPD  | Платиновый | 100.000   |